# 西里爾·索尼耶
西里爾·索尼耶（法語：Cyril Saulnier，1975年8月16日—），法國職業網球運動員，現居住美國。

## 外部連結
- 西里爾·索尼耶（英文/西班牙文）的官方資料
- 西里爾·索尼耶的國際網球總會 職業／青少年 官方資料（英文）
- 西里爾·索尼耶的官方資料（英文）